# Slag om de Belaćevac-kolenmijn
De Slag om de Belaćevac-kolenmijn was een week lang durend gevecht van het leger van de Federale Republiek Joegoslavië met Servische politie (MUP) tegen het bevrijdingsleger van Kosovo (UÇK) in juni van 1998, tijdens de Kosovo-oorlog. Er werd gevochten om de Belaćevac kolenmijn die essentieel was voor het in bedrijf houden van twee energiecentrales die het grootste deel van Kosovo van elektriciteit voorzagen.
Op 22 juni nam het UÇK de mijn in. Negen Servische mijnarbeiders werden gegijzeld en de mijn werd gebruikt als uitvalsbasis voor operaties om de Joegoslavische autoriteiten aan te vallen in de buurt van Pristina. Tijdens de daaropvolgende zeven dagen werd er onderhandeld over het lot van de gegijzelde burgers. Toen de onderhandelingen stukliepen vielen de VJ en MUP de mijn aan en werd het UÇK verjaagd. In de gevechten werden tien militanten gedood. De VJ en MUP meldden geen slachtoffers te hebben aan hun kant. Ondanks het veroveren van de mijn werden de gijzelaars nergens gevonden en werd ervan uitgegaan dat deze gedood waren door de militanten. De locatie van de lijken van de mijnwerkers blijft onbekend. Er is nood iemand veroordeeld voor hun dood.

## Achtergrond
Na de Tweede Wereldoorlog kreeg Kosovo de status van autonome provincie binnen de socialistische republiek Servië, een van de zes deelrepublieken van de Socialistische Federale Republiek Joegoslavië. Na de dood van de Joegoslavische leider Josip Broz Tito in 1980 begon het politieke systeem van Joegoslavië af te brokkelen. In 1989 onttrok Belgrado de autonome status van Kosovo, een provincie waar voornamelijk etnische Albanezen woonden. Kosovo is historisch en cultureel zeer belangrijk voor Serven, die daar halverwege de 19de eeuw de meerderheid uitmaakten, maar in 1990 slechts 10 procent van de bevolking opmaakten. Het afnemende bevolkingsaandeel maakte de Serven bang dat ze verdrongen werden door de Albanezen, waardoor etnische spanningen verslechterden. Zodra de autonome status van Kosovo werd ingetrokken werd een minderheidsregering van Serven en Montenegrijnen aangesteld door Servische president Slobodan Milošević. Het gezag van deze regering werd gehandhaafd door duizenden zwaarbewapende paramilitairen uit Servië. Albanese cultuur werd systematisch onderdrukt en honderdduizenden Albanezen die voor staatsbedrijven werkten werden ontslagen.
In 1996 begon een groep Albanese nationalisten die zichzelf het Bevrijdingsleger van Kosovo (UÇK) noemden het Joegoslavische volksleger (VJ) en medewerkers van het Servische ministerie van binnenlandse (MUP) zaken aan te vallen. Hun does was de afscheiding van de provincie van de rest van Joegoslavië. Dit kwam na het afscheiding van Slovenië, Kroatië, Noord-Macedonië en Bosnië en Herzegovina in 1991-92 toen Joegoslavië enkel nog uit Servië en Montenegro bestond. Eerst voerde de KLA hit-and-run-aanvallen uit (31 in 1996, 55 in 1997, en 66 in januari en februari van 1998). De beweging werd snel populair onder jonge Kosovo-Albanezen, die de oproepen tot geweldloos protest door politicus Ibrahim Rugova afwezen en een agressievere aanpak wilden. De organisatie kreeg een flinke boost in 1997 toen tijdens een gewapende opstand in Albanië legerdepots werden geplunderd en er veel wapens in omloop kwamen. Veel van deze wapens eindigden in de handen van de UÇK. Een substantieel deel van de financiering voor de UÇK was afkomstig van drugshandel.
De populariteit van de UÇK schoot omhoog nadat de VJ en MUP het terrein van UÇK-leider Adem Jashari binnenvielen in maart van 1998. Hierbij kwamen Jashari, zijn naaste medestrijders en veel van zijn familie om het leven. De aanval leidde ertoe dat duizenden jonge Kosovo-Albanezen zich bij de UÇK voegden. Hierdoor barstte in het voorjaar van 1998 de Kosovo-oorlog uit.

## Gevecht
Op 22 juni 1998 nam de UÇK de Belaćevac steenkoolmijn in de buurt van het dorp Obiliq, ongeveel 10 kilometer ten westen van de Kosovaarse hoofdstad Pristina. Belaćevac was strategisch belangrijk omdat het steenkool leverde aan twee van de meest belangrijke energiecentrales van Kosovo. De aanval bleek de grootste uitdaging voor het Joegoslavische leger sinds het uitbreken van gevechten tussen de twee partijen eerder dat jaar, niet alleen door het strategisch belang van de positie, maar ook omdat het dicht bij Pristina lag. Bij het innemen van de mijn gijzelden de militanten een aantal Servische mijnwerkers waardoor de productie van steenkool stil kwam te liggen. Human Rights Watch identificeerden de negen gijzelaars als Dušan Ađančić, Pero Ađančić, Zoran Ađančić, Mirko Buha, Filip Gojković, Božidar Lempić, Srboljub Savić, Mirko Trifunović en Dragan Vukmirović. Sommige militanten hadden automatische wapens, maar de meesten hadden enkel jachtgeweren. In totaal waren er ongeveer 30 strijders, waarvan de meesten burgerkleding droegen. "Sommige guerrilla's waren niets meer dan jongens met enkelschots geweren" schreef journalist Jeffrey Fleishman. "Anderen waren gespierde mannen met snorren, munitieriemen en bajonetten". Fleishman beschreef ze als "zenuwachtig en moe", en merkte op dat ze niet eens portofoons hadden.
De UÇK daagde de autoriteiten uit door overdag patrouilles binnen zichtbereik van Pristina te sturen. De strijders zetten wegversperringen, controleposten en anti-scherpschuttersschermen op. De zwaarste wapens waarover ze beschikten waren twee raketwerpers en een 12,7 mm machinegeweer. Ze dwongen de mijnwerkers om loopgraven te graven tussen de posities van de UÇK en VJ. Kort nadat de mijn was ingenomen startten de Joegoslavische autoriteiten onderhandelingen over het lot van de gijzelaars. De Joegoslaven zetten zelf ook wegversperringen op de weg naar Belaćevac op. Ook werd de mijn omringt met sluipschutters en ongeveer 100 militairen van de VJ.
Onderhandelingen tussen de autoriteiten en de UÇK over het lot van de gijzelaars liepen stuk kort voor de Joegoslavische tegenaanval. Met steun van pantservoertuigen, artillerie en een aantal tanks vielen de VJ en MUP de mijn aan op 29 juni. Op de eerste dag kwamen Joegoslavische troepen binnen 180 meter van de mijn. Joegoslavische ambtenaren verklaarden dat er bewust langzaam werd opgerukt om te voorkomen dat er slachtoffers zouden vallen. Ook zouden de militanten de mijnwerkers naar verluidt als menselijk schild hebben gebruikt. Een groep militanten trok zich snel terug uit Belaćevac terwijl een andere groep zich in het managementgebouw en de werkplaatsen van de mijn barricadeerden. Op 1 juli was de mijn weer onder controle van Servië en Montenegro. De VJ en MUP gebruikten naar verluidt traangas om de militanten uit hun posities te verdrijven. Het dorp en de omgeving waren grotendeels verlaten door zowel Albanezen als Serven. Aan het einde van de gevechten waren meer dan 8.000 burgers ontheemd.

## Nasleep
De gevechten leidden tot de dood van 10 UÇK militanten. De Joegoslavische autoriteiten meldden geen slachtoffers te hebben aan hun kant. De UÇK beweerde dat twee Kosovaars-Albanese burgers - een acht jaar oude jongen en een man - gedood zouden zijn tijdens de gevechten, en dat er zes gewonden gevallen zouden zijn. Joegoslavische autoriteiten bevestigden dat er een acht jaar oude jongen gedood was door artillerie-inslagen in de buurt van het dorp. Op 1 juli werd gemeld dat de mijn weer operationeel was. Op dezelfde dag werden westerse journalisten aangevallen door boze Servische burgers toen ze probeerden Belaćevac te bereiken.
Toen Joegoslavische autoriteiten de mijn betraden waren de Servische gijzelaars verdwenen, klaarblijkelijk meenenomen door de groep UÇK strijders die terugtrokken van Belaćevac voor de mijn was ingenomen. Er wordt geloofd dat zij zijn geëxecuteerd door de militanten. De families van de mijnwerkers hebben een organisatie opgezet om de ontvoerders te vervolgen, en mogelijk om de locatie van de lichamen van hun dierbaren te vinden.

Slag van Likošane · Slag van Prekaz · Slag van Llapushnik · Slag van Glodjane · Slag om de Belaćevac-kolenmijn · Slag om Lođa · Slag van Orahovac · Slag van Junik · Operatie Fenix · Slag van Podujevo · Slag van Košare · Albanees-Joegoslavische grensconflicten · Slag van Paštrik · Slag om Marec · Hinderlaag bij Mitrovica · Hinderlaag bij Meja · Hinderlaag bij Suharekë · Hinderlaag bij Suva Reka · Hinderlaag bij Kaçanik